# チェス・オリンピアード

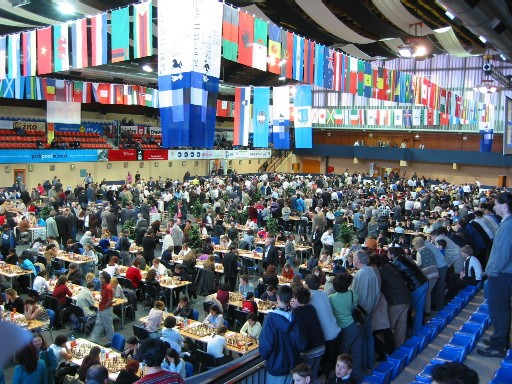
2002年 第35回スロベニア・チェス・オリンピアード

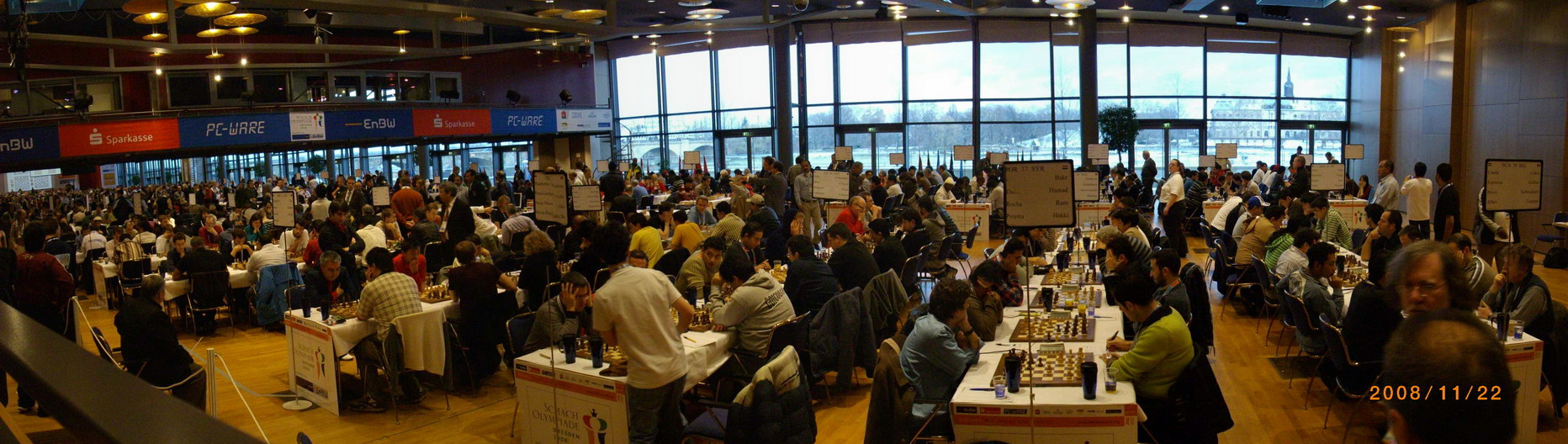
2008年 第38回ドレスデン・チェス・オリンピアード

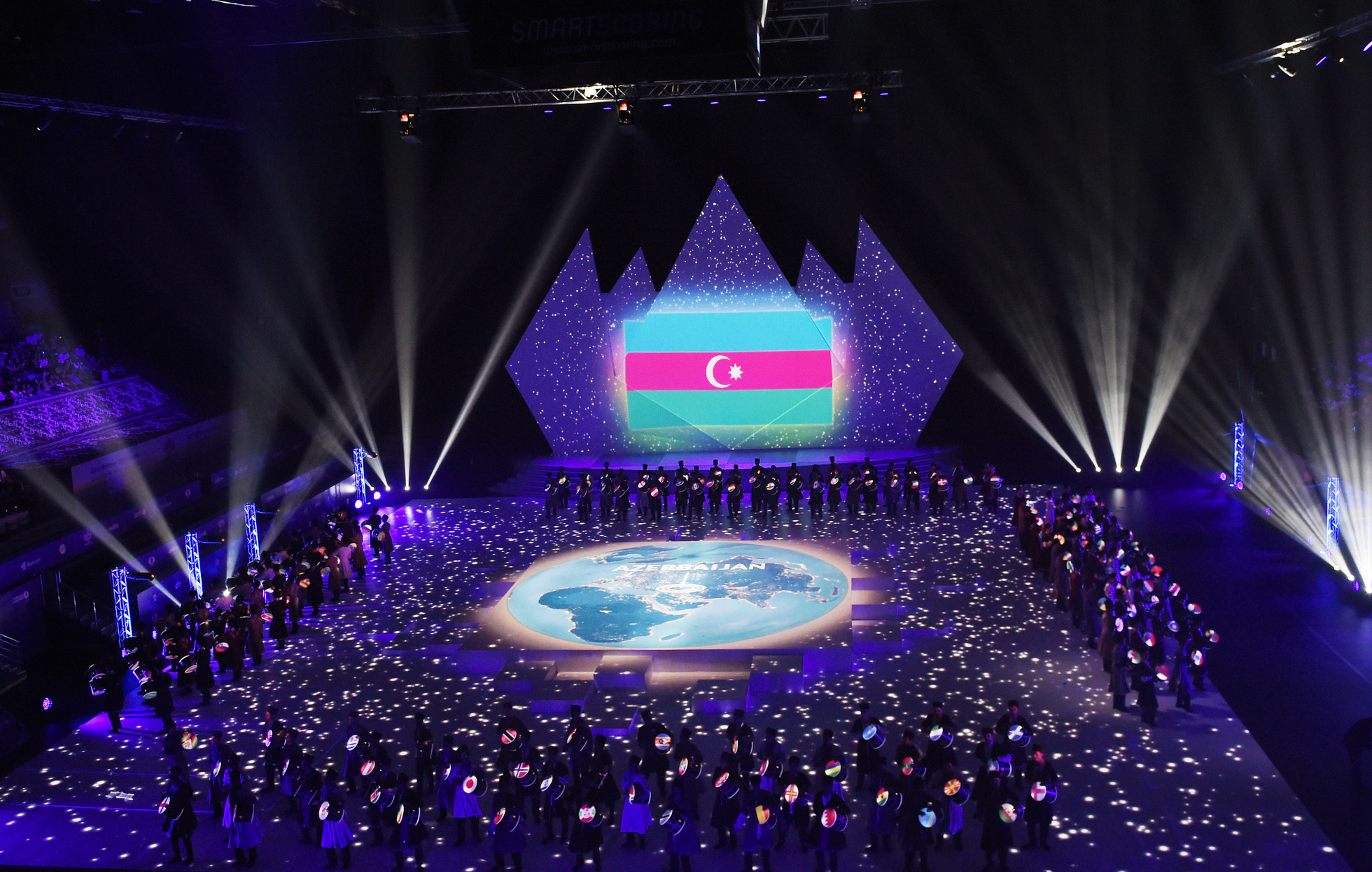
2016年バクー・チェス・オリンピアードの開会式

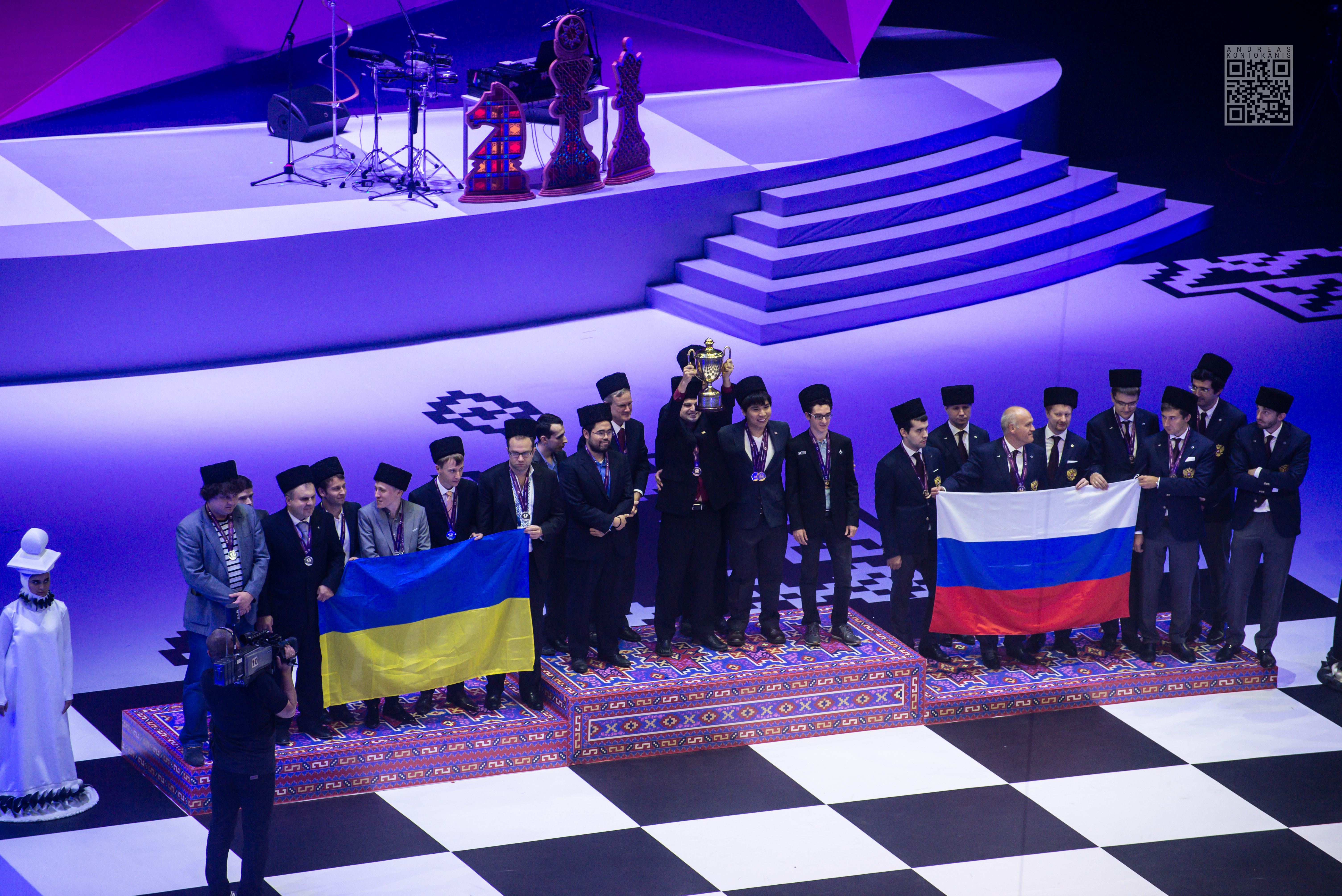
2016年バクー・チェス・オリンピアードの授与式

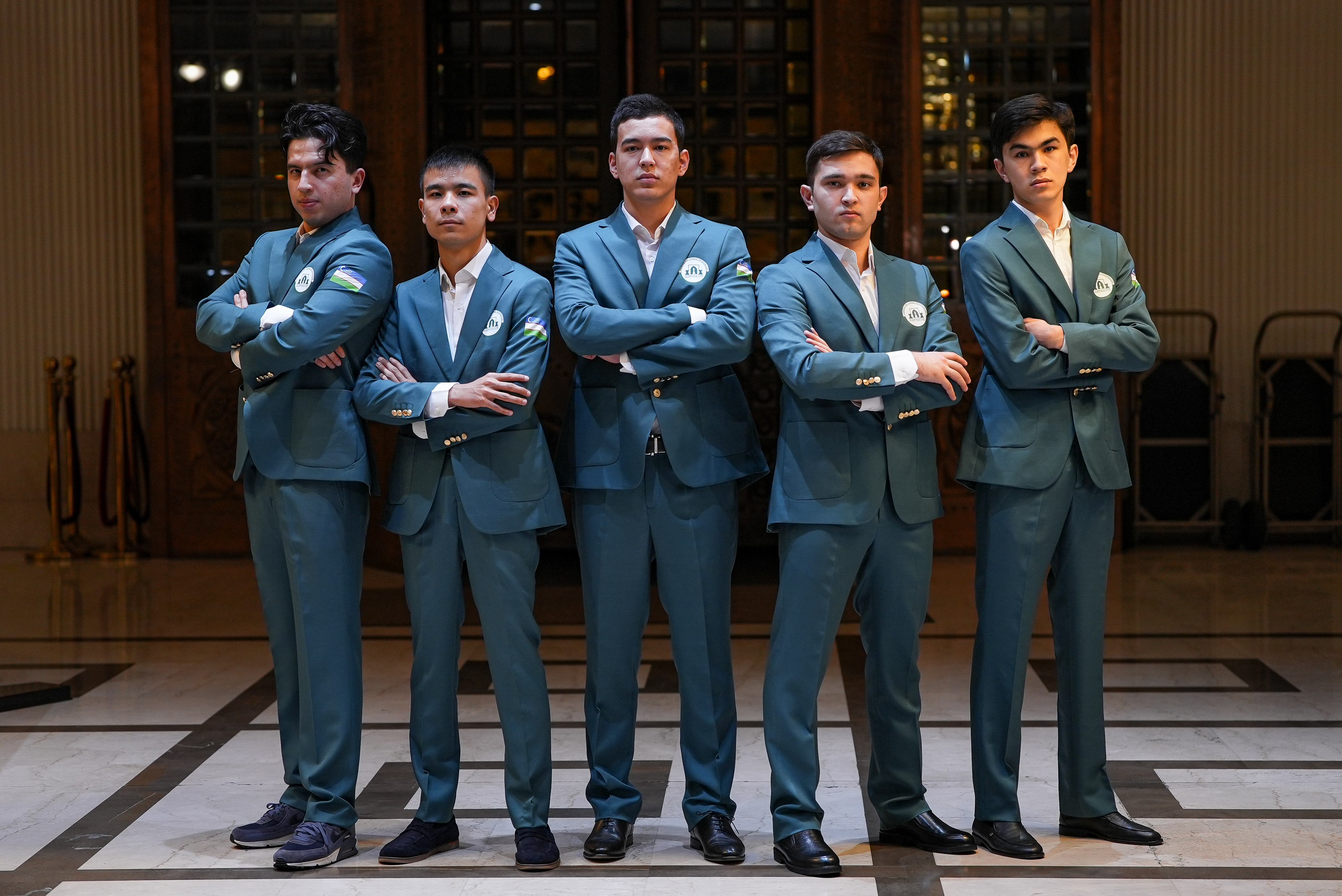
2024年 第45回ブダペスト・チェス・オリンピアードのウズベキスタン・チーム

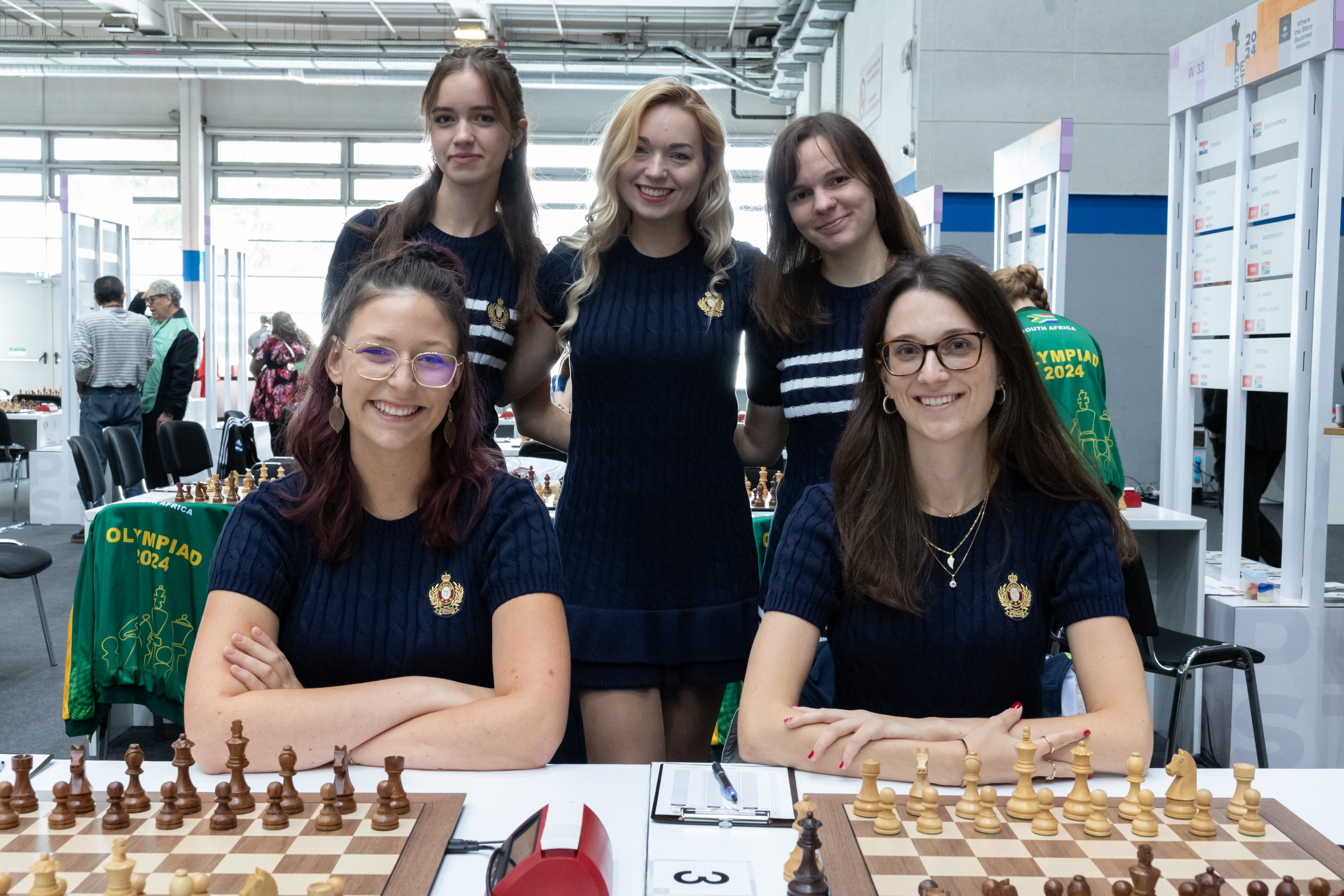
2024年第45回ブダペスト・チェス・オリンピアードのスロベニア・女子チーム

チェスオリンピアード（Chess Olympiad）は、国際チェス連盟 （FIDE）により開催されている、チェスの国別の団体戦の大会である。
1924年以来開催され、近年は偶数年に、2年毎に開催されている。

## 概要
チェスの国別の団体戦であり、FIDEに加盟している国であればいずれの国も参加資格を有している。男女とも参加できる「オープン」部門と、女性のみ参加できる「レディース」部門の2部門が開催される。
いずれの部門においても以下の内容は共通である。
- チームは4名+リザーブ1名の計5名で構成される。
- 大会の方式はスイス式トーナメントの11回戦。開催期間12日間の間、6回戦終了後に1日の休憩日を挟んで、4人の選手がそれぞれ1人の相手と1日に1対局、合計4対局を行うことで１回戦を争う。持ち時間は40ムーブまで90分、40ムーブ終了後30分追加。ただし初手より1ムーブごとに30秒加算されるフィッシャーモード。
- 各対局ごとに勝ち=2点、引き分け＝1点、負け＝0点の勝ち点が付与され、最終的に最も多くの勝ち点を得た国が優勝となる。オープン部門の優勝国には第3回大会（ロンドン・1927年）のスポンサーとなったイギリスの富豪の名にちなんだ「ハミルトン・ラッセル杯」、レディース部門の優勝国には初代女子世界チャンピオンの名にちなんだ「ヴェラ・メンチク杯」、両部門を統合した成績で争われる複合クラスの優勝国には「ノーナ・ガプリンダシュヴィリ・トロフィー」がそれぞれ贈呈される。

### 歴史
最初のオリンピアードは非公式なものであった。1924年のパリオリンピックでは、チェスをオリンピック競技に加える試みがあったが、当時のオリンピックでは厳格なアマチュア規定があり、チェスではアマチュア選手とプロ選手の区別が困難だったため、この試みは失敗に終わった。
1924年のパリオリンピック開催中、第1回非公式チェス・オリンピアードもまたパリで開催された。なお国際チェス連盟（FIDE）は、1924年7月20日（日曜日）、第1回非公式チェス・オリンピアードの閉幕日に設立された。
FIDEは1927年、ロンドンで第1回公式オリンピアードを開催した。
その後、チェス・オリンピアードは第二次世界大戦までは不定期に、一時期は毎年開催されていたが、1950年以降は2年ごとの開催が定着している。
政治的な理由により、1936年と1976年には「非公式」な（FIDE主催ではない）大会も開かれた。
2020年のチェス・オリンピアードはロシアのハンティ・マンシースクで行なう予定だったが、COVID-19のパンデミックの影響により2021年に延期、開催地もモスクワに変更された。
チェスは今のところ近代オリンピックの公式種目としては認められていない。FIDEは国際オリンピック委員会 (IOC) のメンバーでIOCのルールに則って競技を行っているが、チェスが将来オリンピックの公式種目になるかどうかの見通しは立っていない。ただしアジア大会では2010年と2014年にオリンピック公式種目として行われた。
|  |  |

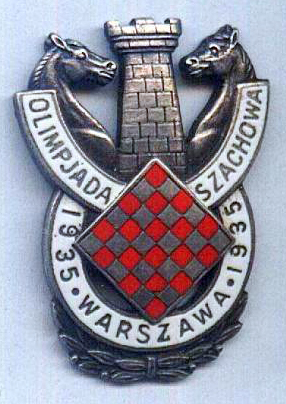
第6回チェス・オリンピアード （1935年・ワルシャワ大会）の紋章
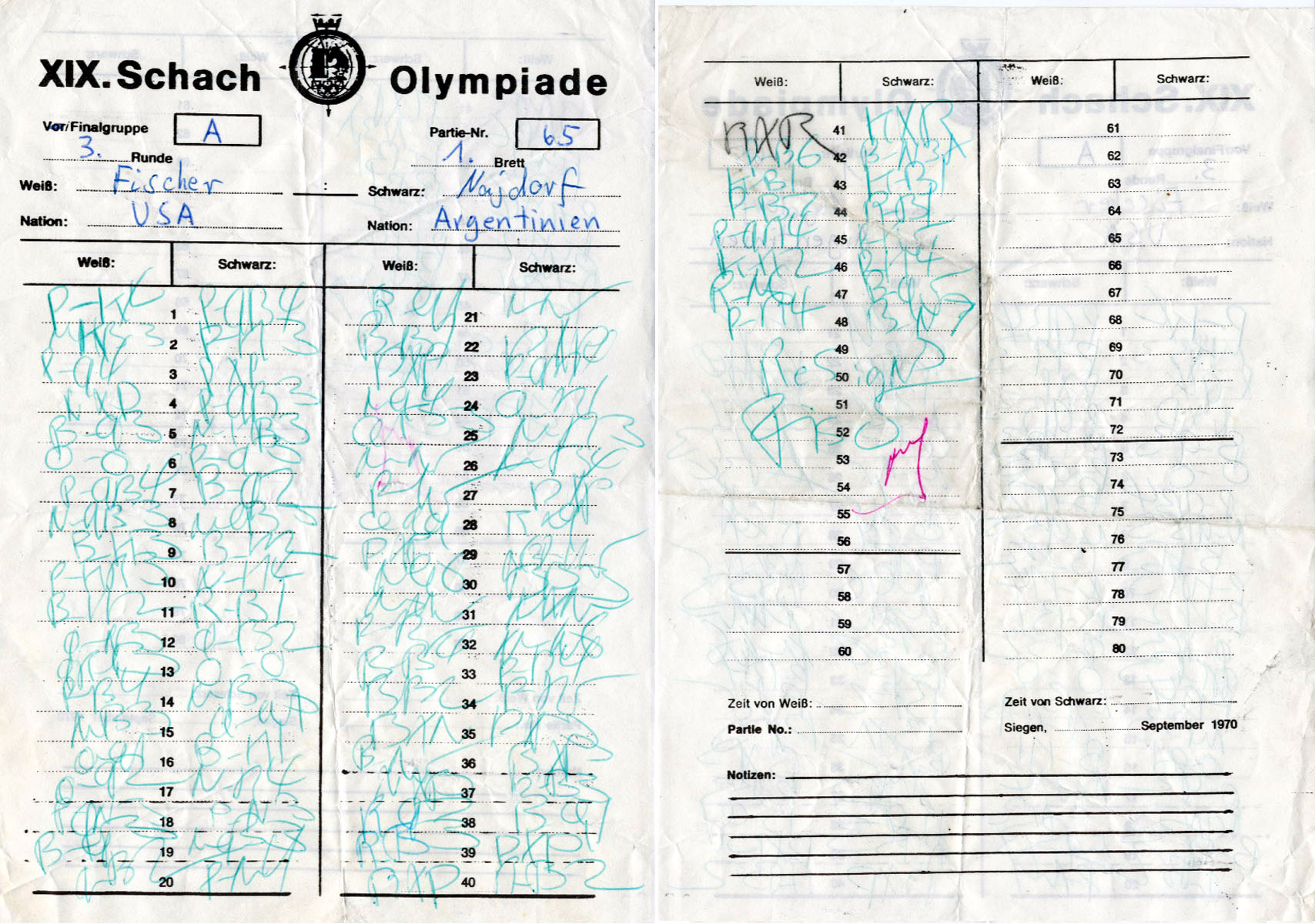
1970年　チェス・オリンピアード ボビー・フィッシャーの第3戦での棋譜用紙 （vs ミゲル・ナイドルフ）

## 男子大会の成績
| 開催年                   | 大会名                                    | 開催地                           | 金 | 銀 | 銅 |
| ------------------------ | ----------------------------------------- | -------------------------------- | --- | --- | --- |
| 1924年                   | The Chess Olympiad (individual)           | パリ（フランス）                 | チェコスロバキア | ハンガリー | スイス                                                                                                   |
| 1926年                   | The Team Tournament (part of FIDE summit) | ブダペスト（ハンガリー）         | ハンガリー | ユーゴスラビア                                                                                                  | ルーマニア                                                                                               |
| 1927年                   | 1st Chess Olympiad                        | ロンドン（イギリス）             | ハンガリー 40 | デンマーク 38.5                                                                                                 | イングランド 36.5                                                                                        |
| 1928年                   | 2nd Chess Olympiad                        | ハーグ（オランダ）               | ハンガリー 44 | アメリカ 39.5                                                                                                   | ポーランド 37                                                                                            |
| 1930年                   | 3rd Chess Olympiad                        | ハンブルク（ドイツ）             | ポーランド 48.5 | ハンガリー 47                                                                                                   | ドイツ 44.5                                                                                              |
| 1931年                   | 4th Chess Olympiad                        | プラハ（チェコスロバキア）       | アメリカ 48 | ポーランド 47                                                                                                   | チェコスロバキア 46.5                                                                                    |
| 1933年                   | 5th Chess Olympiad                        | フォークストーン（イギリス）     | アメリカ 39 | チェコスロバキア 37.5                                                                                           | スウェーデン 34                                                                                          |
| 1935年                   | 6th Chess Olympiad                        | ワルシャワ（ポーランド）         | アメリカ 54 | スウェーデン 52.5                                                                                               | ポーランド 52                                                                                            |
| 1936年                   | non-FIDE unofficial Chess Olympiad        | ミュンヘン（ドイツ）             | ハンガリー | ポーランド | ドイツ                                                                                                   |
| 1937年                   | 7th Chess Olympiad                        | ストックホルム（スウェーデン）   | アメリカ 54.5 | ハンガリー 48.5                                                                                                 | ポーランド 47                                                                                            |
| 1939年                   | 8th Chess Olympiad                        | ブエノスアイレス（アルゼンチン） | ドイツ 36 | ポーランド 35.5                                                                                                 | エストニア 33.5                                                                                          |
| 第二次世界大戦により中断 |                                           |                                  | | | |
| 1950年                   | 9th Chess Olympiad                        | ドゥブロヴニク（ユーゴスラビア） | ユーゴスラビア 45.5 | アルゼンチン 43.5                                                                                               | 西ドイツ 40.5                                                                                            |
| 1952年                   | 10th Chess Olympiad                       | ヘルシンキ（フィンランド）       | ソ連 21 | アルゼンチン 19.5                                                                                               | ユーゴスラビア 19                                                                                        |
| 1954年                   | 11th Chess Olympiad                       | アムステルダム（オランダ）       | ソ連 34 | アルゼンチン 27                                                                                                 | ユーゴスラビア 26.5                                                                                      |
| 1956年                   | 12th Chess Olympiad                       | モスクワ（ソビエト連邦）         | ソ連 31 | ユーゴスラビア 26.5                                                                                             | ハンガリー 26.5                                                                                          |
| 1958年                   | 13th Chess Olympiad                       | ミュンヘン（西ドイツ）           | ソ連 34.5 | ユーゴスラビア 29                                                                                               | アルゼンチン 25.5                                                                                        |
| 1960年                   | 14th Chess Olympiad                       | ライプツィヒ（東ドイツ）         | ソ連 34 | アメリカ 29 | ユーゴスラビア 27                                                                                        |
| 1962年                   | 15th Chess Olympiad                       | ヴァルナ（ブルガリア）           | ソ連 31.5 | ユーゴスラビア 28                                                                                               | アルゼンチン 26                                                                                          |
| 1964年                   | 16th Chess Olympiad                       | テルアビブ（イスラエル）         | ソ連 36.5 | ユーゴスラビア 32                                                                                               | 西ドイツ 30.5                                                                                            |
| 1966年                   | 17th Chess Olympiad                       | ハバナ（キューバ）               | ソ連 39.5 | アメリカ 34.5                                                                                                   | ハンガリー 33.5                                                                                          |
| 1968年                   | 18th Chess Olympiad                       | ルガノ（スイス）                 | ソ連 39.5 | ユーゴスラビア 31                                                                                               | ブルガリア 30                                                                                            |
| 1970年                   | 19th Chess Olympiad                       | ジーゲン（西ドイツ）             | ソ連 27.5 | ハンガリー 26.5                                                                                                 | ユーゴスラビア 26                                                                                        |
| 1972年                   | 20th Chess Olympiad                       | スコピエ（ユーゴスラビア）       | ソ連 42 | ハンガリー 40.5                                                                                                 | ユーゴスラビア 38                                                                                        |
| 1974年                   | 21st Chess Olympiad                       | ニース（フランス）               | ソ連 46 | ユーゴスラビア 37.5                                                                                             | アメリカ 36.5                                                                                            |
| 1976年                   | 22nd Chess Olympiad                       | ハイファ（イスラエル）           | アメリカ 37 | オランダ 36.5                                                                                                   | イングランド 35.5                                                                                        |
| 1976年                   | Against-Israeli Chess Olympiad            | トリポリ（リビア）               | エルサルバドル | チュニジア | パキスタン                                                                                               |
| 1978年                   | 23rd Chess Olympiad                       | ブエノスアイレス（アルゼンチン） | ハンガリー 37 | ソ連 36 | アメリカ 35                                                                                              |
| 1980年                   | 24th Chess Olympiad                       | バレッタ（マルタ）               | ソ連 39 | ハンガリー 39                                                                                                   | アメリカ 35                                                                                              |
| 1982年                   | 25th Chess Olympiad                       | ルツェルン（スイス）             | ソ連 42.5 | チェコスロバキア 36                                                                                             | アメリカ 35                                                                                              |
| 1984年                   | 26th Chess Olympiad                       | テッサロニキ（ギリシャ）         | ソ連 41 | イングランド 37                                                                                                 | アメリカ 35                                                                                              |
| 1986年                   | 27th Chess Olympiad                       | ドバイ（アラブ首長国連邦）       | ソ連 40 | イングランド 39                                                                                                 | アメリカ 38                                                                                              |
| 1988年                   | 28th Chess Olympiad                       | テッサロニキ（ギリシャ）         | ソ連 40.5 | イングランド 34.5                                                                                               | オランダ 34.5                                                                                            |
| 1990年                   | 29th Chess Olympiad                       | ノヴィ・サド（ユーゴスラビア）   | ソ連 39 | アメリカ 35.5                                                                                                   | イングランド 35.5                                                                                        |
| 1992年                   | 30th Chess Olympiad                       | マニラ（フィリピン）             | ロシア 39 | ウズベキスタン 35                                                                                               | アルメニア 34.5                                                                                          |
| 1994年                   | 31st Chess Olympiad                       | モスクワ（ロシア）               | ロシア 37.5 | ボスニア・ヘルツェゴビナ 35                                                                                     | ロシア B 34.5                                                                                            |
| 1996年                   | 32nd Chess Olympiad                       | エレバン（アルメニア）           | ロシア 38.5 | ウクライナ 35                                                                                                   | アメリカ 34                                                                                              |
| 1998年                   | 33rd Chess Olympiad                       | エリスタ（ロシア）               | ロシア 35.5 | アメリカ 34.5                                                                                                   | ウクライナ 32.5                                                                                          |
| 2000年                   | 34th Chess Olympiad                       | イスタンブール（トルコ）         | ロシア 38 | ドイツ 37 | ウクライナ 35.5                                                                                          |
| 2002年                   | 35th Chess Olympiad                       | ブレッド（スロベニア）           | ロシア 38.5 | ハンガリー 37.5                                                                                                 | アルメニア 35                                                                                            |
| 2004年                   | 36th Chess Olympiad                       | カルビア（スペイン）             | ウクライナ 39.5 | ロシア 36.5 | アルメニア 36.5                                                                                          |
| 2006年                   | 37th Chess Olympiad                       | トリノ（イタリア）               | アルメニア 36 | 中国 34 | アメリカ 33                                                                                              |
| 2008年                   | 38th Chess Olympiad                       | ドレスデン（ドイツ）             | アルメニア 19 | イスラエル 18                                                                                                   | アメリカ 17                                                                                              |
| 2010年                   | 39th Chess Olympiad                       | ハンティ・マンシースク（ロシア） | ウクライナ 19 | ロシア1 18 | イスラエル 17                                                                                            |
| 2012年                   | 40th Chess Olympiad                       | イスタンブール（トルコ）         | アルメニア 19 | ロシア 19 | ウクライナ 18                                                                                            |
| 2014年                   | 41st Chess Olympiad                       | トロムセ（ノルウェー）           | 中国 19 | ハンガリー 17                                                                                                   | インド 17                                                                                                |
| 2016年                   | 42nd Chess Olympiad                       | バクー（アゼルバイジャン）       | アメリカ 20 | ウクライナ 20                                                                                                   | ロシア 18                                                                                                |
| 2018年                   | 43rd Chess Olympiad                       | バトゥミ（ジョージア）           | 中国 18 | アメリカ 18 | ロシア 18                                                                                                |
| 2020                     | Online Chess Olympiad †                   | (Virtual)                        | インド ‡ · ロシア | - | アメリカ                                                                                                 |
| 2021                     | Online Chess Olympiad †                   | 中華人民共和国 (Virtual)         | ロシア | アメリカ | インド                                                                                                   |
| 2022                     | 44th Chess Olympiad §                     | チェンナイ, インド               | ウズベキスタン 19 · Nodirbek Abdusattorov, Nodirbek Yakubboev, Javokhir Sindarov, Jakhongir Vakhidov, Shamsiddin Vokhidov | アルメニア 19 · Gabriel Sargissian, Hrant Melkumyan, Samvel Ter-Sahakyan, Manuel Petrosyan, Robert Hovhannisyan | India 2 18 · Dommaraju Gukesh, Nihal Sarin, Rameshbabu Praggnanandhaa, Adhiban Baskaran, Raunak Sadhwani |
| 2024                     | 45th Chess Olympiad                       | ブダペスト, Hungary              | | | |

* In 1976, the  ソビエト連邦, other communist countries and Arabic countries did not compete for political reasons. 

† FIDE organized the online olympiads in 2020 and 2021 following the onset of the COVID-19 pandemic.

‡ Russia and India were subsequently declared joint winners after several Indian team members experienced connectivity issues due to a global outage of Cloudflare servers in 2020 Online Chess Olympiad.

§ The 2022 event was originally planned to be held in Minsk, Belarus, but it was rescheduled to Moscow, which originally was host of the 2020 Olympiad, which was canceled due to the COVID-19 pandemic. However, due to the Russian invasion of Ukraine, FIDE made a statement in February 2022 that the tournament will not take place in Russia and will be shifted to Chennai, India.
注：第37回まではゲームポイント、つまり全対局の結果の合計。第38回からはチームポイント、つまり4局中勝ち越しで2点、指しわけで1点、負け越しで0点。

## 男子大会での個人成績
- 最低4回以上のオリンピアードに参加した選手のみ対象とした。
- 国名はIOCの3文字のコードによる。
- メダルはチームではなく個人のメダル（金-銀-銅の順）

| 選手                     | 国  | 参加回数 | 対局数 | 勝 | 引分 | 敗 | 勝率 | メダル （金-銀-銅） |
| ------------------------ | --- | -------- | ------ | -- | ---- | -- | ---- | ------------------- |
| ミハイル・タリ           | URS | 8        | 101    | 65 | 34   | 2  | 81.2 | 5 - 2 - 0           |
| アナトリー・カルポフ     | URS | 6        | 68     | 43 | 23   | 2  | 80.1 | 3 - 2 - 0           |
| チグラン・ペトロシアン   | URS | 10       | 129    | 78 | 50   | 1  | 79.8 | 6 - 0 - 0           |
| アイザック・カシュダン   | USA | 5        | 79     | 52 | 22   | 5  | 79.7 | 2 - 1 - 1           |
| ワシリー・スミスロフ     | URS | 9        | 113    | 69 | 42   | 2  | 79.6 | 4 - 2 - 2           |
| ダヴィド・ブロンステイン | URS | 4        | 49     | 30 | 18   | 1  | 79.6 | 3 - 1 - 0           |
| ガルリ・カスパロフ       | URS | 9        | 82     | 50 | 29   | 3  | 78.7 | 7 - 2 - 2           |
| アレクサンドル・アレヒン | FRA | 5        | 72     | 43 | 27   | 2  | 78.5 | 2 - 2 - 0           |
| ミラン・マトゥロビッチ   | YUG | 6        | 78     | 46 | 28   | 4  | 76.9 | 1 - 2 - 0           |
| パウリ・ケレス           | URS | 10       | 141    | 85 | 44   | 12 | 75.9 | 5 - 1 - 1           |
| エフィム・ゲラー         | URS | 7        | 76     | 46 | 23   | 7  | 75.6 | 3 - 3 - 0           |
| ジェームス・タージャン   | USA | 5        | 51     | 32 | 13   | 6  | 75.5 | 2 - 1 - 0           |
| ボビー・フィッシャー     | USA | 4        | 65     | 40 | 18   | 7  | 75.4 | 2 - 1 - 0           |
| ミハイル・ボトヴィニク   | URS | 6        | 73     | 39 | 31   | 3  | 74.7 | 2 - 1 - 2           |
| サロ・フロール           | TCH | 7        | 82     | 46 | 28   | 8  | 73.2 | 2 - 1 - 1           |